# تاریخ چاپ
تاریخ چاپ (انگلیسی: History of printing) قدمتی بس دیرینه دارد. قدمت استفاده از این هنر به لوح‌های گلی دوران شکوفایی تمدن بین‌النهرین و تاریخ ۳۰۰۰ سال پیش از میلاد مسیح باز می‌گردد. در چین و مصر استفاده از کلیشه‌های (تمبر) کوچک سنگی و گلی برای مهر و موم و نشان‌های دولتی و سلطنتی بسیار رواج داشت و استفاده از آنها تا پیش از فراگیر شدن جایگزینی بلوک‌ها و لوح‌های بزرگتر دوام داشت، در چین، هند و اروپا، چاپ پارچه سرآغازی از چاپ کاغذ و به خصوص پاپیروس داشته. این فرایند اساساً به همین شیوه ادامه داشت تا زمان استفاده از ابریشم در قرن هفدهم میلادی، همزمان با توسعهٔ چاپ، تولید، ساخت و گسترش کتاب‌ها، روزنامه‌ها و مجلات و سایر موارد خواندن به تعداد بسیار زیادی آغاز گردید و چاپ و هُنر چاپ نقش مهمی در گسترش سواد و آموزش در میان توده‌ها ایفا کرد.
در آثار به جای مانده از دوران غارنشینی دو گونه تصویر چاپ مانند بدست آمده است.که یکی از آنها اثر دست به شکل مثبت و دیگری به شکل منفی بر دیواره غار ها نقش بسته در اولی با آغشته کردن دست به ماده رنگ و انتقال آن به سطح دیواره و در دومی با قرار دادن دست بر دیواره و پاشیدن رنگ به اطراف دست است.